# محافظة المندق
محافظة المندق هي محافظة تتبع لمنطقة الباحة في المملكة العربية السعودية، وعاصمتها الإدارية هي مدينة المندق. وتقع محافظة المندق على مرتفعات جبال السروات التي تطل على تهامة، وهي في الشمال الغربي من مدينة الباحة، وترتفع عن سطح البحر بحوالي 2243م، وتبعد عن مدينة الباحة بحوالي 40 كم، وتقدر مساحة المندق بحوالي 650 كم، ويتبعها أكثر من 100 قرية، وتتميز بطبيعتها ووجود عدد من المنتزهات الطبيعية التي يرتادها أهالي المنطقة والسواح والزائرون.

## الموقع
تقع محافظة المندق على مرتفعات جبال الحجاز المطله على إقليم تهامة على خط طول 20=17 وخط عرض 9-20 شمالي منطقة الباحة وتبعد عنها بنحو40 كم وهي جنوب محافظة الطائف وتبعد عنها 200 كم تقريباً وتقع أيضاً على امتداد الخط السياحي الطائف الباحة كما تقع على جنبات الطريق الذي يطل على السهول المرتفعة ارتفاعات شاهقة تتراوح ما بين 1800 - 2200 م عن سطح البحر، ويوجد بها جبل العرنين المذكور في الشعر الجاهلي وجبل الخلب المطل على أجمل القرى قرية عويرة .

## المناخ
تهب عليها الرياح الموسمية في فصل الصيف والعكسية شتاءً، وتهب عليها في بعض الفصول الرياح الشرقية الجافة، وأمطارها على العموم غزيرة ما يسمح بنمو الغطاء النباتي وبالذات في السفوح والجبال الغربية من المحافظة، وقد تعرضت المحافظة في السنوات الأخيرة للجفاف، وقد ساهمت الأودية السالفة الذكر في توفير
المياه للمحافظة، أما درجات الحرارة في الصيف فلا تزيد عن 30 درجة، فمناخها في الصيف معتدل وفي الشتاء شديدة البرودة، حيث يغطي الضباب معظم أنحاء المحافظة أغلب أيام وشهور الشتاء، حيث تصل درجة الحرارة إلى درجة الصفر.

## المساحة
تقدر مساحة محافظة المندق بحوالي 650 كم2.

## السكان
- بلغ عند سكان محافظة المندق (20,010) نسمة حسب تعداد السعودية 2022، عدد السعوديين (15,579) نسمة، وعدد غير السعوديين (4,431) نسمة.[5]
- بلغ عدد سكان المندق حوالي 33,319 ألف نسمة عام 2010.[6]

## الزراعة
يزرع في أودية المندق وضواحيها الحبوب مثل البر والشعير والذرة كما تشتهر بزراعة بعض الفواكه مثل العنب والرمان والمشمش والتفاح والخوخ والتين وبعض الخضراوات.

## تاريخ محافظة المندق
في عام 1383 هـ صدر الأمر بتصنيف المندق إلى إمارة تحت مسمى أمارة المندق بدل من طارفة المندق حتى صدر نظام المناطق الجديد عام 1414 هـ وأصبحت محافظة (أ) بدل أمارة وأستمر فيها حتى 1426 هـ.

## أمراء إمارة المندق السابقين
- سعد بن محمد بن عبد الله البدراني
- عبد العزيز بن عبد الله بن تركي السديري عام 1383 هـ - 1384 هـ
- عبد العزيز بن حمد بن عبد العزيز بن دايل 1384هـ - 1385هـ
- محمد بن عبد الرحمن بن تركي السديري عام 1384 - 1394 هـ
- محمد بن سعد بن تركي السديري عام 1394- 1426
- عبد الرحمن بن ناصر بن إبراهيم العبد الكريم
- عبد العزيز بن عبد الله بن رقوش الزهراني 1426-1433
- محمد بن سالم البقيصي 1433-1434
- محمد بن جمعان دادا الغامدي 1434
- شجاع بن متعب الحربي 1435

والآن تم تكليف وكيل المحافظة سعيد دماس بالقيام بمهام المحافظة حتى يتم تعيين محافظ للمندق.
.صالح محمد القلطي 
.محمد بن معيض الفائز

## أهم المراكز التابعة لها
يتبع المندق العديد من المراكز وهى:

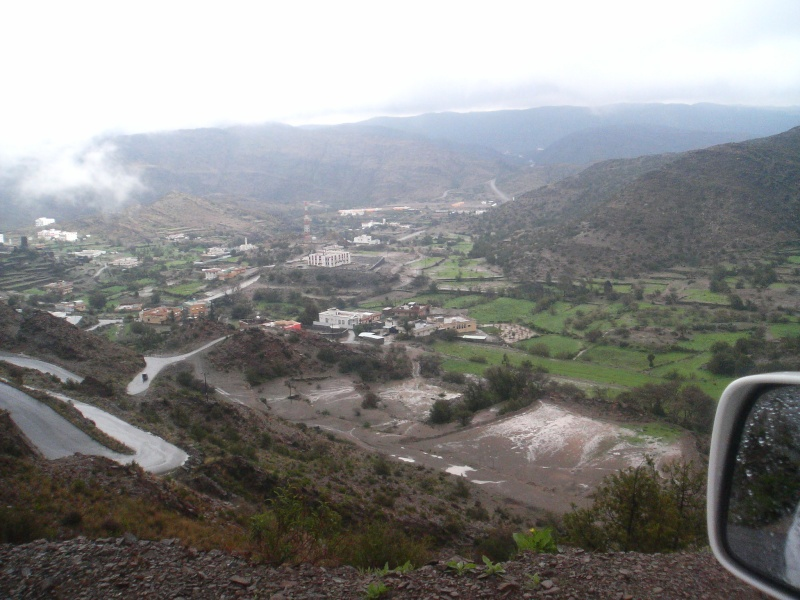
قرية مشنية

- مركز برحرح ويبعد عن محافظة المندق 28 كم
- مركز دوس ويقع شمال غربي محافظة المندق ويبعد عنها 15 كم
- مركز بلخزمر ويقع في الجنوب من محافظة المندق ويبعد 15كم
- مدهاس وبها مزارع الفواكة
- السحير
- جعالة
- البيضاني
- القرنطة

## الخصائص الطبيعية والتاريخية

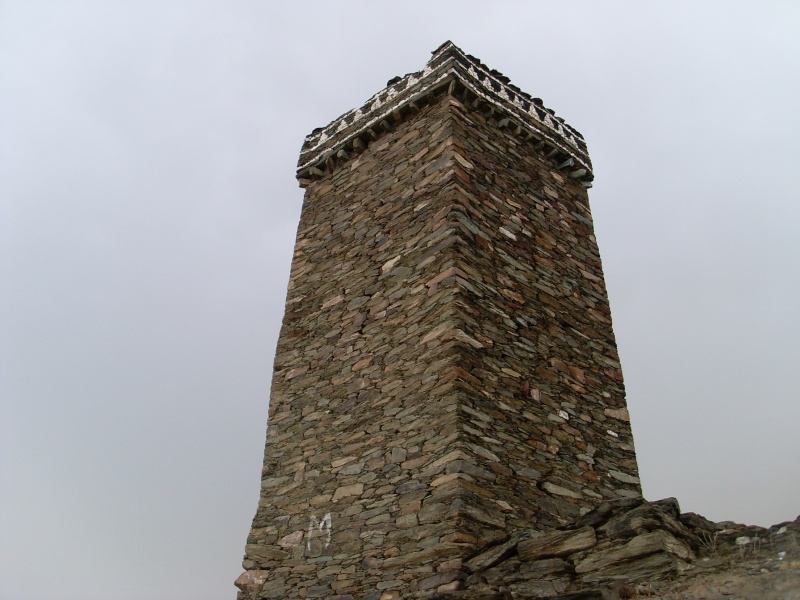

وتشتهر المحافظة بالعديد من الغابات والأودية الشهيرة مثل وادي برحرح وادي تربة وغابة عمضان وأشهر هذه الغابات غابة الخلب المطلة على مدينة المندق من الجهة الشمالية الغربية بنحو واحد كيلو متر تقريباً إضافة إلى أن المحافظة تضم آثار وقلاع قديمة وتاريخية.
وتمتاز مدينة المندق بطبيعتها الخلابة التي يكسوها العديد من الاشجار الطبيعية ومنها العرعر والطلح والعتم.

### المنتزهات والحدائق
يوجد بمحافظة المندق المنتزهات التالية:
- منتزه غابة الخلب
- منتزه غابة عمضان
- منتزه غابة أصفا
- منتزة غابة ضرك
- منتزه الفصيلة
- منتزه باديه
- منتزة المشتل
- منتزه المحرورة
- منتزه الشعراء
- منتزه وادي تربة
- منتزه وادي الحبارى
- حديقة الأمير فيصل بن محمد
- حديقة أصفاء
- حديقة الشفا
- حديقة الشعراء
- حديقة بلخزمر
- منتجع أكواخ الحازم الريفية بقرية عويرة

### الأسواق الشعبية
سوق السبت ويقع بسوق النفع باصفاء

## عن المحافظة
تقع على الطريق السياحي الطائف - بني سعد - المندق - بني حسن - الباحة
. وتزخر المناظر الخلابة والطبيعة الساحرة فبها الكثير من الغابات مثل غابة عمضان التي يكتنف غطاؤها النباتي والشجري مئات الأصناف، وتخترقها المياه الجارية على مدار العام، وكذلك وادي ضرك ويتميز هو الآخر بوفرة المياه المتدفقة العذبة طوال العام. وغابة الخلب: تقع شمال غربي محافظة المندق وبها مرتفعات شاهقة وطرقها معبدة. الخلب: جبل كبير غربي قرية عويره بالسراة وهو مملوء باشجار العرعر الكبيرة والزيتون البري ويفصل بين بلاد بني كنانه وبلاد بالطفيل. العرنين: جبل كبير جدا يشرف على معظم بلاد زهران وغامد لارتفاعه يقع شرقي بلاد دوس بني فهم ويفصل بين بلاد دوس ووادي تربه. الأعشى:جبل كبير جدا ومرتفع لبالحكم من قبيلة بني كنانه يقع غربي المندق به اشجار العرعر الكثيفه يشرف على تهامه من الناحية الغربية وبه عقبه تصل بين تهامه والسراة وعليه من الناحية الشرقية خندق حفر قديما وننصح السائح بزيارة عائلية لهذه المنطقة وخاصة خلال فترة الصباح الباكر، حيث الأطلالة الجميلة على سهول تهامة الغائرة والهواء العليل ومنظر السحاب يعانق رؤوس الجبال ظهر الغدا :بضم الضاد وهوجبل كبير يقع شرقي وادي ثروق ببلاد دوس ويشرف على معظم بلاد زهران لارتفاعه ويفصل بين بلاد بني منهب ووادي ثروق وبلاد بني فهم وتكثر به نباتات العرعر والزيتون البري . وادي برحرح:يقع في بلاد قبيلة بني فهم من دوس بالسراة على بعد(8) كم شمال مدينة المندق . ويصب ماؤه في وادي تربه يزهران، وهو من الأودية الجميلة جداً، وسوف يقضي السائح وقتاً ممتعاً في هذا الوادي ويشاهد الكثير من المزارع والمنتجات المحلية من الفواكه والحبوب . وادي ثروق:وادي زراعي من أجمل اودية دوس الزراعية يبدأ من شفيان العياش الجنوبية وينقسم بالقرب من دوس بني علي إلى وادي ثروق ووادي الخلصة ويصب ماؤه في جرداء بني علي بتهامة زهران، وهو المكان الذي نزل فيه الطفيل بن عمرو حين عاد من مكة المكرمة لنشر الدين الإسلامي . ويبعد عن مدينة المندق بحوالي 8 كم شمالاً . و من أفضل المنتزهات في المنطقة منتزه الفيصلية والخلب.